# 강원특별자치도영월교육지원청
강원특별자치도영월교육지원청(江原道寧越敎育支援廳, Yeongwol Office of Education)은 대한민국 강원특별자치도 영월군을 관할하는 강원특별자치도교육청 산하의 교육지원청이다.
교육장은 장학관으로 보한다.

## 산하기관

### 초등학교
| - 구래초등학교 - 내성초등학교 - 녹전초등학교 - 마차초등학교 - 공기분교 - 문곡분교 - 연덕분교 | - 무릉초등학교 - 봉래초등학교 - 거운분교 - 문산분교 - 신천초등학교 - 쌍룡초등학교 - 토교분교 | - 연당초등학교 - 영월초등학교 - 연상분교 - 연하분교 - 옥동초등학교 - 주천초등학교 - 청령초등학교 |

### 중학교
| - 녹전중학교 - 마차중학교 - 봉래중학교 | - 상동중학교 - 석정여자중학교 - 신천중학교 | - 쌍룡중학교 - 연당중학교 - 영월중학교 | - 옥동중학교 - 주천중학교 |

## 같이 보기
- 대한민국 교육부